# Collegio di Wolverhampton South East
Wolverhampton South East è un collegio elettorale situato nelle Midlands Occidentali, e rappresentato alla Camera dei comuni del Parlamento del Regno Unito. Elegge un membro del parlamento con il sistema first-past-the-post, ossia maggioritario a turno unico; l'attuale parlamentare è Pat McFadden del Partito Laburista, che rappresenta il collegio dal 2005. McFadden è l'attuale Cancelliere del Ducato di Lancaster.

## Estensione

Wolverhampton South East dal 2010 al 2024

Wolverhampton South East è uno dei tre collegi della città di Wolverhampton, e copre la parte orientale e sud-orientale. Il collegio comprende la città di Bilston.
I confini vanno verso sud dal centro cittadino verso Blakenhall e Goldthorn Park, e ad est verso Willenhall.
- 1974–1983: i ward del County Borough of Wolverhampton di Bilston East, Bilston North, Blakenhall, Ettingshall, Parkfield e Spring Vale.
- 1983–2010: i ward del borgo metropolitano of Wolverhampton di Bilston East, Bilston North, Blakenhall, East Park, Ettingshall e Spring Vale.
- 2010-2024: i ward della Città di Wolverhampton di Bilston East, Bilston North, Blakenhall, East Park, Ettingshall e Spring Vale, e il ward del borgo metropolitano di Dudley di Coseley East.
- dal 2024: i ward della Città di Wolverhampton di Bilston North; Bilston South; East Park; Ettingshall North; Ettingshall South and Spring Vale e una piccola parte di St Peters, e i ward del borgo metropolitano di Walsall di Bentley and Darlaston North; Darlaston South; Willenhall South.[1]

## Membri del parlamento
| Elezione | Elezione      | Deputato       | Partito         |
| -------- | ------------- | -------------- | --------------- |
|          | Feb 1974      | Robert Edwards | Laburista Co-Op |
| 1987     | Dennis Turner |                | Laburista Co-Op |
|          | 2005          | Pat McFadden   | Laburista       |

## Elezioni

### Elezioni negli anni 2020
| Partito                    | Partito                                | Candidato                  | Risultati 4 luglio 2024 | Risultati 4 luglio 2024 |
| Partito                    | Partito                                | Candidato                  | Voti                    | %                       |
| -------------------------- | -------------------------------------- | -------------------------- | ----------------------- | ----------------------- |
|                            | Laburista                              | Pat McFadden               | 16 800                  | 50,33                   |
|                            | Reform UK                              | Carl Hardwick              | 7 612                   | 22,80                   |
|                            | Conservatore                           | Victoria Wilson            | 5 654                   | 16,94                   |
|                            | Verdi                                  | Paul Darke                 | 1 643                   | 4,92                    |
|                            | Workers                                | Athar Warraich             | 915                     | 2,74                    |
|                            | Lib Dem                                | Bart Ricketts              | 758                     | 2,27                    |
|                            |                                        |                            |                         |                         |
| Iscritti                   | Iscritti                               | Iscritti                   | 77 473                  | 100,00                  |
| ↳ Votanti (% su iscritti)  | ↳ Votanti (% su iscritti)              | ↳ Votanti (% su iscritti)  | 33 382                  | 43,09                   |
| ↳ Astenuti (% su iscritti) | ↳ Astenuti (% su iscritti)             | ↳ Astenuti (% su iscritti) | 44 091                  | 56,91                   |
|                            |                                        |                            |                         |                         |
|                            | Esito: collegio confermato a Laburista |                            |                         |                         |

### Elezioni negli anni 2010
| Partito                    | Partito                                | Candidato                  | Risultati 12 dicembre 2019 | Risultati 12 dicembre 2019 |
| Partito                    | Partito                                | Candidato                  | Voti                       | %                          |
| -------------------------- | -------------------------------------- | -------------------------- | -------------------------- | -------------------------- |
|                            | Laburista                              | Pat McFadden               | 15 522                     | 46,41                      |
|                            | Conservatore                           | Ahmed Ejaz                 | 14 287                     | 42,72                      |
|                            | Brexit                                 | Raj Chaggar                | 2 094                      | 6,26                       |
|                            | Lib Dem                                | Ruth Coleman-Taylor        | 1 019                      | 3,05                       |
|                            | Verdi                                  | Kathryn Gilbert            | 521                        | 1,56                       |
|                            |                                        |                            |                            |                            |
| Iscritti                   | Iscritti                               | Iscritti                   | 62 883                     | 100,00                     |
| ↳ Votanti (% su iscritti)  | ↳ Votanti (% su iscritti)              | ↳ Votanti (% su iscritti)  | 33 443                     | 53,18                      |
| ↳ Astenuti (% su iscritti) | ↳ Astenuti (% su iscritti)             | ↳ Astenuti (% su iscritti) | 29 440                     | 46,82                      |
|                            |                                        |                            |                            |                            |
|                            | Esito: collegio confermato a Laburista |                            |                            |                            |

| Partito                    | Partito                                | Candidato                  | Risultati 8 giugno 2017 | Risultati 8 giugno 2017 |
| Partito                    | Partito                                | Candidato                  | Voti                    | %                       |
| -------------------------- | -------------------------------------- | -------------------------- | ----------------------- | ----------------------- |
|                            | Laburista                              | Pat McFadden               | 21 137                  | 58,22                   |
|                            | Conservatore                           | Kieran Mullan              | 12 623                  | 34,77                   |
|                            | UKIP                                   | Barry Hodgson              | 1 675                   | 4,61                    |
|                            | Lib Dem                                | Ben Mathis                 | 448                     | 1,23                    |
|                            | Verdi                                  | Amy Bertaut                | 421                     | 1,16                    |
|                            |                                        |                            |                         |                         |
| Iscritti                   | Iscritti                               | Iscritti                   | 60 305                  | 100,00                  |
| ↳ Votanti (% su iscritti)  | ↳ Votanti (% su iscritti)              | ↳ Votanti (% su iscritti)  | 36 304                  | 60,20                   |
| ↳ Astenuti (% su iscritti) | ↳ Astenuti (% su iscritti)             | ↳ Astenuti (% su iscritti) | 24 001                  | 39,80                   |
|                            |                                        |                            |                         |                         |
|                            | Esito: collegio confermato a Laburista |                            |                         |                         |

| Partito                    | Partito                                | Candidato                  | Risultati 7 maggio 2015 | Risultati 7 maggio 2015 |
| Partito                    | Partito                                | Candidato                  | Voti                    | %                       |
| -------------------------- | -------------------------------------- | -------------------------- | ----------------------- | ----------------------- |
|                            | Laburista                              | Pat McFadden               | 18 531                  | 53,31                   |
|                            | Conservatore                           | Suria Photay               | 7 764                   | 22,34                   |
|                            | UKIP                                   | Barry Hodgson              | 7 061                   | 20,31                   |
|                            | Lib Dem                                | Ian Griffiths              | 798                     | 2,30                    |
|                            | Verdi                                  | Geeta Kauldhar             | 605                     | 1,74                    |
|                            |                                        |                            |                         |                         |
| Iscritti                   | Iscritti                               | Iscritti                   | 62 516                  | 100,00                  |
| ↳ Votanti (% su iscritti)  | ↳ Votanti (% su iscritti)              | ↳ Votanti (% su iscritti)  | 34 759                  | 55,60                   |
| ↳ Astenuti (% su iscritti) | ↳ Astenuti (% su iscritti)             | ↳ Astenuti (% su iscritti) | 27 757                  | 44,40                   |
|                            |                                        |                            |                         |                         |
|                            | Esito: collegio confermato a Laburista |                            |                         |                         |

| Partito                    | Partito                                | Candidato                  | Risultati 6 maggio 2010 | Risultati 6 maggio 2010 |
| Partito                    | Partito                                | Candidato                  | Voti                    | %                       |
| -------------------------- | -------------------------------------- | -------------------------- | ----------------------- | ----------------------- |
|                            | Laburista                              | Pat McFadden               | 16 505                  | 47,65                   |
|                            | Conservatore                           | Ken Wood                   | 9 912                   | 28,62                   |
|                            | Lib Dem                                | Richard Whitehouse         | 5 207                   | 15,03                   |
|                            | UKIP                                   | Gordon Fanthom             | 2 675                   | 7,72                    |
|                            | Indipendente                           | Sudir Handa                | 338                     | 0,98                    |
|                            |                                        |                            |                         |                         |
| Iscritti                   | Iscritti                               | Iscritti                   | 60 448                  | 100,00                  |
| ↳ Votanti (% su iscritti)  | ↳ Votanti (% su iscritti)              | ↳ Votanti (% su iscritti)  | 34 637                  | 57,30                   |
| ↳ Astenuti (% su iscritti) | ↳ Astenuti (% su iscritti)             | ↳ Astenuti (% su iscritti) | 25 811                  | 42,70                   |
|                            |                                        |                            |                         |                         |
|                            | Esito: collegio confermato a Laburista |                            |                         |                         |

### Elezioni negli anni 2000
| Partito                    | Partito                                | Candidato                  | Risultati 5 maggio 2005 | Risultati 5 maggio 2005 |
| Partito                    | Partito                                | Candidato                  | Voti                    | %                       |
| -------------------------- | -------------------------------------- | -------------------------- | ----------------------- | ----------------------- |
|                            | Laburista                              | Pat McFadden               | 16 790                  | 59,43                   |
|                            | Conservatore                           | James E. Fairbairn         | 6 295                   | 22,28                   |
|                            | Lib Dem                                | David R.V. Murray          | 3 682                   | 13,03                   |
|                            | UKIP                                   | Kevin G. Simmons           | 1 484                   | 5,25                    |
|                            |                                        |                            |                         |                         |
| Iscritti                   | Iscritti                               | Iscritti                   | 54 017                  | 100,00                  |
| ↳ Votanti (% su iscritti)  | ↳ Votanti (% su iscritti)              | ↳ Votanti (% su iscritti)  | 28 251                  | 52,30                   |
| ↳ Astenuti (% su iscritti) | ↳ Astenuti (% su iscritti)             | ↳ Astenuti (% su iscritti) | 25 766                  | 47,70                   |
|                            |                                        |                            |                         |                         |
|                            | Esito: collegio confermato a Laburista |                            |                         |                         |

| Partito                    | Partito                                      | Candidato                  | Risultati 7 giugno 2001 | Risultati 7 giugno 2001 |
| Partito                    | Partito                                      | Candidato                  | Voti                    | %                       |
| -------------------------- | -------------------------------------------- | -------------------------- | ----------------------- | ----------------------- |
|                            | Laburista Co-Op                              | Dennis Turner              | 18 409                  | 67,44                   |
|                            | Conservatore                                 | Adrian N.S. Pepper         | 5 945                   | 21,78                   |
|                            | Lib Dem                                      | Pete D. Wild               | 2 389                   | 8,75                    |
|                            | Fronte Nazionale                             | James M. Barry             | 554                     | 2,03                    |
|                            |                                              |                            |                         |                         |
| Iscritti                   | Iscritti                                     | Iscritti                   | 53 210                  | 100,00                  |
| ↳ Votanti (% su iscritti)  | ↳ Votanti (% su iscritti)                    | ↳ Votanti (% su iscritti)  | 27 297                  | 51,30                   |
| ↳ Astenuti (% su iscritti) | ↳ Astenuti (% su iscritti)                   | ↳ Astenuti (% su iscritti) | 25 913                  | 48,70                   |
|                            |                                              |                            |                         |                         |
|                            | Esito: collegio confermato a Laburista Co-Op |                            |                         |                         |

## Risultati dei referendum

### Referendum sulla permanenza del Regno Unito nell'Unione europea del 2016
|             | Collegio                 | Lasciare UE % | Rimanere in UE % |
| ----------- | ------------------------ | ------------- | ---------------- |
|             | Wolverhampton South East | 68,2%         | 31,8%            |
| Inghilterra | 53,3%                    | 46,7%         |                  |
| Regno Unito | 51,9%                    | 48,1%         |                  |